# Gavan Levenson
Gavan Levenson (Johannesburg, 18 december 1953) is een professioneel golfer uit Zuid-Afrika.

## Amateur

### Gewonnen
Als amateur had Levenson goede resultaten, hij won o.a.:
- 1977: Zuid-Afrikaans Amateur Strokeplay Kampioenschap
- 1978: Frans amateurkampioenschap, Rodesisch Amateur Kampioenschap

### Teams
- Eisenhower Trophy: 1976

## Professional
Na het winnen van het amateurskampioenschap in Frankrijk en Rhodesië werd Levenson professional. In 1979 won hij als rookie het Belgisch Open en eindigde hij op de Order of Merit op de 29ste plaats.
In 1981 kwalificeerde Levenson zich voor de Amerikaanse PGA Tour. Succes bleef uit en in 1985 was hij weer terug in Europa. Pas in 1992 won hij opnieuw. Hij bleef altijd in de top-100 en verloor nooit zijn kaart.
Levenson speelde natuurlijk ook op de Southern Africa Tour waar hij vijf overwinningen behaalde en in 1983-1984 als nummer 1 op de Order of Merit stond.
Levenson speelt nu op de Europese Senior Tour.

### Gewonnen

#### Sth Africa Tour
- 1983: Sigma Vaal Reefs Open
- 1984: Lexington PGA Championship
- 1985: South African Open
- 1986: ICL International
- 1990: ICL International

#### Europese Tour
- 1979: Belgisch Open op de Royal Waterloo Golf Club
- 1992: Open de Baleares op de Santa Ponsa Golf

#### Europese Senior Tour
- 2004: DGM Barbados Open